# Sapintus pubescens
Sapintus pubescens là một loài bọ cánh cứng trong họ Anthicidae. Loài này được LaFerté-Sénectère miêu tả khoa học năm 1849.